# Dajaca viridipennis
Dajaca viridipennis är en insektsart som beskrevs av Bragg 200. Dajaca viridipennis ingår i släktet Dajaca och familjen Aschiphasmatidae. Inga underarter finns listade i Catalogue of Life.